# John Sykes
John Sykes, född 29 juli 1959 i Reading, Berkshire, död i slutet av december 2024, var en brittisk gitarrist.
Sykes spelade med Tygers of Pan Tang, Thin Lizzy, Whitesnake och Blue Murder.

## Diskografi (urval)
Med Tygers of Pan Tang
- Spellbound (studioalbum, 1981)
- Crazy Nights (studioalbum, 1982)
- The Cage (1983, gitarr på "Love Potion No. 9" och "Danger in Paradise")
- Live at Nottingham Rock City (2001, livealbum inspelat april 1981)

Med Streetfighter
- Crazy Dream (EP, 1982)

Med Thin Lizzy
- Thunder and Lightning (studioalbum, 1983)
- Life (studioalbum, 1983)
- Thin Lizzy - BBC Radio One Live In Concert (1992, livealbum inspelat 28 augusti 1983)
- One Night Only (2000, livealbum inspelat 1996)

Med Phil Lynott
- Live in Sweden 1983 (2001, livealbum inspelat 5–6 augusti 1983)

Med Whitesnake
- Slide It In (Studioalbum, 1984)
- Whitesnake (studioalbum, 1987)
- 1987 Versions (EP, 1987)
- Live In 1984: Back To The Bone (2014, livealbum inspelat 1984)

Med Blue Murder
- Blue Murder (studioalbum, 1989)
- Nothin' but Trouble (studioalbum, 1993)
- Screaming Blue Murder: Dedicated to Phil Lynott (1994, livealbum, inspelat december 1993)

Solo
- "Please Don't Leave Me" (singel, 1982)
- Please Don't Leave Me (samlingsalbum, 1992)
- "I Don't Wanna Live My Life Like You" (singel, 1995)
- Out of My Tree (studioalbum, 1995)
- Loveland (studioalbum, 1997)
- 20th Century (studioalbum, 1997)
- Chapter One (samlingsalbum, 1998)
- Best of John Sykes (samlingsalbum, 2000)
- Nuclear Cowboy (studioalbum, 2000)
- Bad Boy Live! (livealbum, 2004)